# Cathartosilvanus imbellis
Cathartosilvanus imbellis es una especie de coleóptero de la familia Silvanidae. Descrito en 1854 por John Lawrence LeConte

## Distribución geográfica
Habita en Neártico.